# Criza congoleză

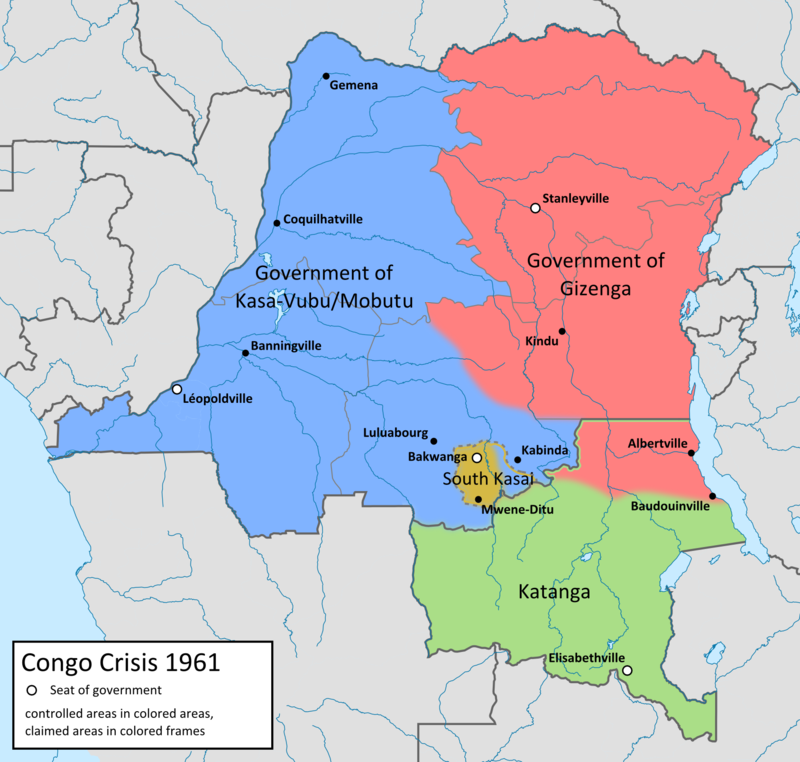
Harta crizei din Congo

Criza congoleză  (între anii 1960–1966) a fost o perioadă de turbulențe în istoria Primei Republici Congo, care a început cu independența națională față de Belgia, terminându-se prin acapararea puterii de către Joseph Mobutu. Din anumite puncte de vedere criza avea caracteristicile luptei anticoloniale, din alte puncte de vedere era un război de secesiune cu provincia Katanga, respectiv o bătălie a Războiului Rece purtată între SUA și URSS.
Criza a avut ca rezultat moartea a 100.000 de oameni , dar a fost marcată și de două dispariții: 
asasinarea în 1961 a prim-ministrului Patrice Lumumba, și moartea Secretarului General al ONU Dag Hammarskjöld într-un accident de avion, când acesta a încercat să medieze conflictul.

## Context
Înainte de stabilirea Primei Republici în 1960, elitele congoleze au format organizații semi-politice care s-au format treptat în organizații de partide politice care să militeze pentru independență. Aceste organizații s-au bazat pe una din următoarele trei surse: etnice, comunități formate prin studii și intelectualitatea urbană.

#### Rivalitatea etnică
Cea mai importantă dintre aceste organizații a fost Alianța Bakongo (ABAKO), înființată în 1950, ca o asociație etnică pentru a promova interesele etnice și lingvistice Bakongo (sau Kongo). ABAKO a fost condus de Joseph Kasa-Vubu în timpul crizei, a fost în fruntea celor mai insistente cereri pentru independență și de federalism. Celelalte organizații au fost mai puțin cunoscute Liboke lya Bangala, care  apăra etniile apropiate de Bangala și Fédékaléo - care a inclus persoane din Kasai. Acesta din urmă a fost împărțit, ulterior, în diverse organizații mai mici. Deși aceste organizații de apărare a intereselor din provinciile, cu toate acestea, ei aveau baza în Leopoldville (acum Kinshasa), unul dintre motivele pentru crearea lor este necesitatea de a menține legături între grupurile de origine și mulțimea de imigranți în capitală. Alte grupuri erau constituite din diferite asociații. De exemplu, Alumni - al cărui membri au fost recrutați din rândul foștilor elevi ai școlilor catolice congoleze. Mulți lideri politici au venit de la aceste asociații, aceste rețele  au fost extrem de bine dezvoltate.
A treia sursă de aceste grupuri politice au fost „Cercurile" de asociații, care s-au dezvoltat în orașele congoleze și care au avut ambiția de a dezvolta o solidaritate avansată între membrii elitei educate și occidentalizate a clasei de mijloc.

#### Planul de treizeci de ani
La începutul anilor 1950 guvernul belgian a intrat sub o presiune tot mai mare pentru a permite Congo-ului Belgian să devină un stat auto-guvernant. Belgia a ratificat articolul 73 din Carta Organizației Națiunilor Unite, care pleda  pentru autodeterminare, și ambele superputeri au exercitat presiuni asupra Belgiei să-și reformeze politica sa din Congo. Răspunsul guvernului belgian a fost, în principal, de refuzare. Cu toate acestea, profesorul belgian Antoine van Bilsen, în 1955, a publicat un tratat numit „ Planul de treizeci de ani pentru emanciparea politică a Africii belgiene.
Calendarul solicita emanciparea treptată a Congo-ului într-o perioadă de treizeci de ani - timp în care Van Bilsen se aștepta ca să se formeze o elită educată, care i-ar putea înlocui pe belgieni în pozițiile de putere. Guvernul belgian și mulți dintre „évolués” au fost suspicioși față de acest plan - prima deoarece însemna în cele din urmă renunțarea la Congo, și cea de-a doua pentru că planul însemna că Belgia va conduce în continuare Congo pentru încă trei decenii. Un grup de catolici „évolués” au răspuns pozitiv la plan cu un manifest într-un jurnal congolez numit Conștiința Africană, singurul lor dezacord fiind numărul de participanți ai congolezilor nativi. Asociația etnică ABAKO a decis să se distanțeze de plan, în parte, din cauză că cei mai mulți évolués catolici, care au scris manifestul „Conștiința Africană” nu erau din grupul etnic Kongo, favorizat de ABAKO, dar și pentru că au decis o abordare mai radicală, mai puțin gradată, pentru a pune capăt colonialismului. ABAKO a cerut imediat auto-guvernare pentru Congo.

###### Schimbările numelui țării în și după epoca colonială
- Asociația Internațională Africană (1876-1879)
- Societatea Internațională Congo (1879–1885)
- Statul Independent Congo (1885–1908)
- Congo Belgian (1908–1960)
- Republica Congo (Léopoldville)(1960–1971)
- Zair (1971–1997)
- Republica Democrată Congo (din 1997)

###### Provincii secesioniste
- Katanga
- Kasai de Sud